# جورج ثورنتون
جورج ثورنتون (24 ديسمبر 1867 في المملكة المتحدة - 31 يناير 1939 في المملكة المتحدة) (بالإنجليزية: George Thornton)‏ هو لاعب كريكت بريطاني وبريطاني (وحمل سابقاً جنسية المملكة المتحدة لبريطانيا العظمى وأيرلندا). شارك مع منتخب جنوب أفريقيا الوطني للكريكت.

## وصلات خارجية
- جورج ثورنتون على موقع إي آس بي آن كريك إنفو (الإنجليزية)